# Pontificio collegio ucraino
Il Pontificio Collegio Ucraino di San Giosafat è un collegio a Roma dove vengono ospitati religiosi ucraini che si trovano nella capitale italiana per studio e formazione. Esso comprende anche la chiesa di San Giosafat al Gianicolo, che è la chiesa nazionale dell'Ucraina.
La storia del Pontificio Collegio Ucraino di San Giosafat a Roma comincia nel XVI secolo anche se l'apertura del collegio come tale è stata annunciata con il documento Paternam Benevolentiam di papa Leone XIII (18 dicembre 1897).
Il collegio è stato intitolato a Giosafat Kuncewycz, martire e santo del popolo ruteno (ucraino).
La storia dell'istituzione del Pontificio Collegio Ucraino di San Giosafat a Roma si può dividere in tre principali periodi. I primi due si collegano strettamente con la storia del Pontificio Collegio Greco di Sant'Atanasio, fondato il 3 novembre 1576.
Il primo periodo abbraccia gli anni 1596 fino al 1803, cioè dall'arrivo al Pontificio Collegio Greco di Sant'Atanasio a Roma dei primi studenti di teologia della Metropolia di Kiev fino alla chiusura temporanea del Collegio stesso durante le guerre napoleoniche nel 1803. Dopo l'Unione di Brest nel 1596, papa Clemente VIII decise di donare quattro borse di studio per gli studenti ruteni destinati a studiare la teologia a Roma. Da quel tempo abbiamo una lista lunghissima degli studenti ucraini che hanno frequentato le università pontificie a Roma e dopo sono stati pastori, educatori, vescovi e metropoliti nella Chiesa ucraina.
Il secondo periodo abbraccia gli anni 1845-1897, cioè dalla nuova apertura del Collegio Greco di Sant'Atanasio dopo le guerre napoleoniche fino alla fondazione da parte di papa Leone XIII del Collegio indipendente di San Giosafat.
Il terzo periodo inizia con la fondazione del Collegio San Giosafat grazie alla munificenza di papa Leone XIII, il 18 dicembre 1897. In questo periodo si sviluppò la vita del Pontificio Collegio Ucraino, che iniziò la sua esistenza prima in piazza Madonna dei Monti presso la sede della Procura Padri Basiliani e della Metropolia di Kiev in piazza Madonna dei Monti 3 a Roma. Nel 1932 il collegio fu trasferito nella nuova sede realizzata dall'architetto Giuseppe Momo sul colle Gianicolo. Proprio durante i giorni delle consultazioni dei vescovi ucraini, la domenica 13 novembre 1932, nella festa di san Giosafat, si svolse la solenne inaugurazione-apertura del Pontificio Seminario Ucraino di San Giosafat a Roma.
Nel 1946, proprio in questo pio collegio romano, trascorse parte della sua latitanza il gerarca fascista nonché criminale di guerra Luigi Federzoni, per volere di monsignor Giovanbattista Montini (futuro papa Paolo VI) che lo fece scortare poi dai salesiani fino all'aeroporto di Ciampino dove «il ricercato» fuggì in Brasile.
In occasione dell'anno anniversario del 1982, una commissione speciale dal Vaticano fece il riconoscimento delle reliquie di San Giosafat. L'anno seguente papa Giovanni Paolo II visitò il collegio dove è stato celebrato un moleben nella lingua ucraina.